# 郭贵妃 (唐朝)
郭贵妃（?—?），唐敬宗的贵妃。
父亲是右威卫将军郭义。长庆末年，以美貌选入太子李湛的东宫。李湛即位，是为唐敬宗，郭氏为才人，生李普。唐敬宗少年得子，才人美貌有冠于宫廷，特别宠爱她。宝历元年（825年），李普封晉王。同时，郭氏的曾祖父母、祖父母和父母都得到褒赠。史书评价“荣及祖祢，前例无之。”。赠其父郭义礼部尚书，任命其兄郭环为少府少监，赐大宅第。不久，册封郭才人为贵妃。826年生次子李言揚，同年，唐敬宗遇害，宫闱变起，唐文宗即位，也喜欢晋王，爱若己子，所以郭贵妃礼遇不衰。大和二年（828年），晋王薨逝，唐文宗赠谥号悼怀太子。而郭氏的生平则无记载。

## 延伸阅读
[在维基数据编辑]
 《舊唐書/卷52》，出自刘昫《舊唐書》
 《新唐書/卷077》，出自《新唐書》